# Lemnalia elegans
Lemnalia elegans is een zachte koraalsoort uit de familie Nephtheidae. De koraalsoort komt uit het geslacht Lemnalia. Lemnalia elegans werd in 1898 voor het eerst wetenschappelijk beschreven door May. 